# Корнеевка (Харьковская область)
Корнеевка (укр. Корніївка; до 2025 года — Надеждино) — село, Новоалександровский сельский совет, Берестинский район, Харьковская область.
Код КОАТУУ — 6324884506. Население по переписи 2001 года составляет 213 (89/124 м/ж) человек.

## Географическое положение
Село Надеждино находится на правом берегу реки Орель, выше по течению на расстоянии в 2 км расположено село Нагорное, ниже по течению на расстоянии в 5 км расположено село Петровка, на противоположном берегу — село Лиговка.
Примыкает к селу Зелёный Клин.

## История
- 1875 — дата основания.

## Достопримечательности
- Братская могила советских воинов. Похоронено 67 воинов.